# Hoverla
A Hoverla (ukránul Говерла, magyarosított nevén Hóvár) hegycsúcs Kárpátalja és az Ivano-frankivszki terület határán, a Csornahorában, a Máramarosi-havasokban. Magassága 2061 méter, ezzel az Ukrán-Kárpátok és egyúttal Ukrajna legmagasabb csúcsa. 1939. március 15. és 1940. augusztus 30. között Magyarország legmagasabb pontja volt.
A Hoverla az utóbbi években az ukrán politika egyik szimbolikus elemévé vált. A nemzeti és hazafias politikai erők kedvelt célpontja, akik számára a Hoverla a nemzeti függetlenség egyik jelképe. Többször volt helyszíne politikai tömegrendezvényeknek. Gyakran felment a csúcsra az egyébként szenvedélyes hegymászó Viktor Juscsenko egykori ukrán elnök is.

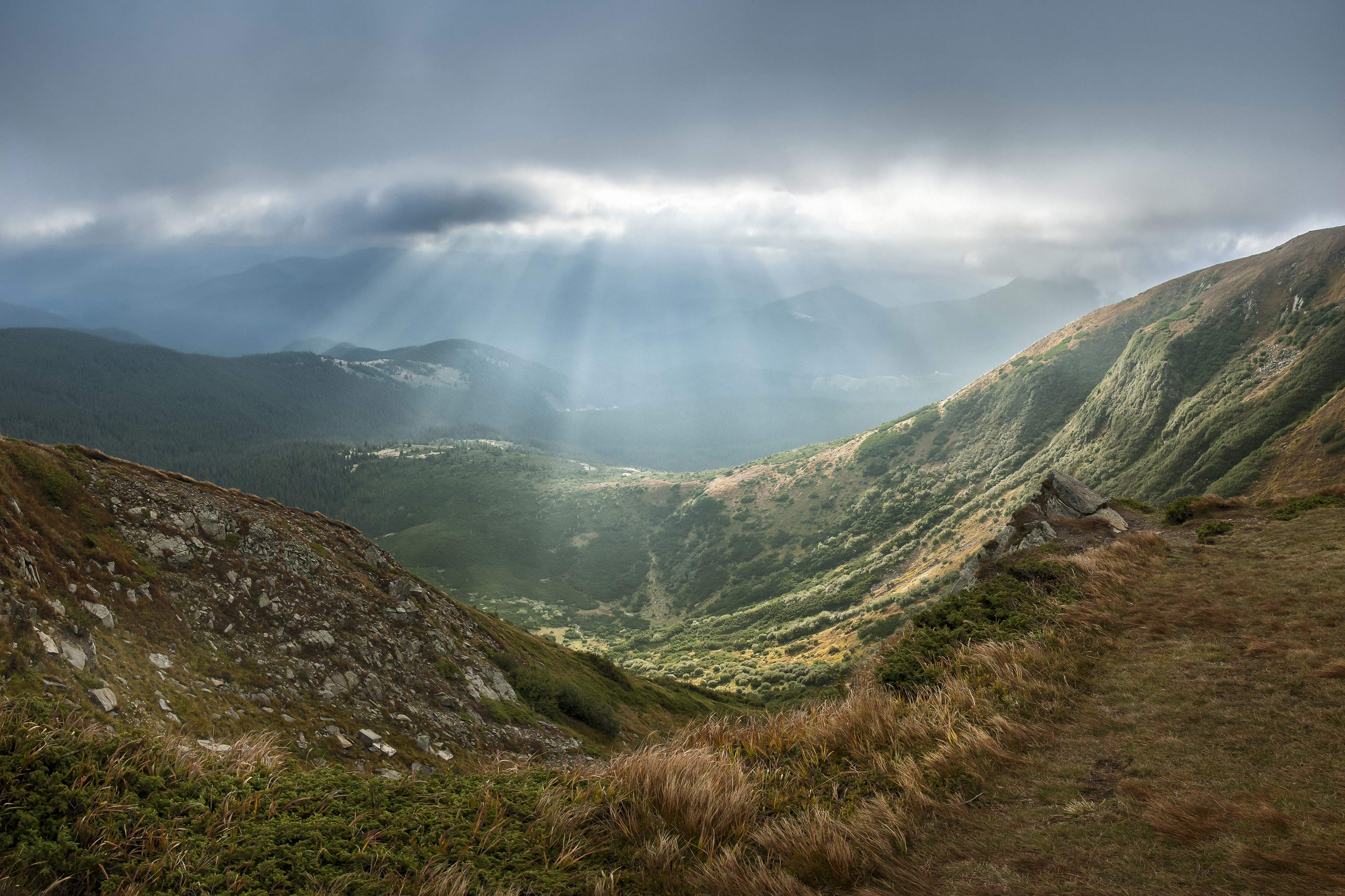
Kilátás a Hoverláról az Ivano-frankivszki területen fekvő Kárpáti Nemzeti Parkra

## Etimológia
Bár egyes 20. század eleji, nem tudományos források – köztük egy ukrán nyelvű film – szerint a Hoverla név a magyar Hóvár szóból ered, valószínűsíthető, hogy a magyar név az ukrán népetimológiás módosulata. A századforduló körüli magyar források (köztük a Révai nagy lexikona, A Pallas nagy lexikona, illetve a Vasárnapi Újság egy 1896-os száma) Hoverla néven említik. A Földrajzi nevek etimológiai szótára szerint a Hoverla szó eredete bizonytalan (horvát vagy román eredetű lehet), a Hóvár nevet nem említi. A magyar eredetet valószínűtlenné teszi az is, hogy a jelenlegi ismeretek szerint a hegyen sosem állt vár, emellett a Hóvár -> Hoverla módosulás sem magyarázható nyelvészetileg. A legvalószínűbb, hogy a Hóvár név 1940 körül született több más kárpátaljai és máramarosi helynév magyarosításával egyidejűleg. A névmagyarosításokra általánosan jellemző volt akkoriban, hogy csupán hallás utáni vélt jelentésből, esetleg önkényesen alkottak új neveket.

## Földrajz
Mai kúpos formája a pleisztocén korszakot követő olvadás során alakult ki. Szubalpesi klímája van a rá jellemző növényzettel. A hegy lábát fenyőerdő borítja, fölötte törpefenyő és boróka nő. A legfelső kúpos részét havasi fű borítja, amelyet helyenként a kőomlások csíkjai tagolnak. A hegycsúcsot még a nyár elején is hó borítja, amely július végére olvad el teljesen, és szeptember-október környékén már ismét előfordulhat hóesés. A Hoverla lábánál ered a Prut folyó.

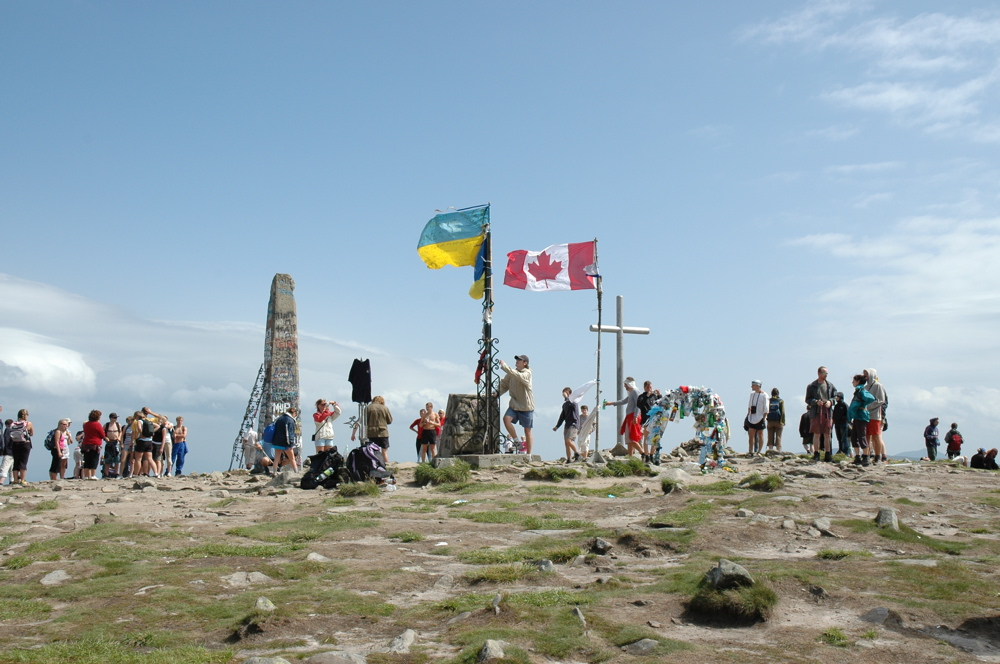
Csúcsforgalom a hegytetőn

## Turizmus
A 19. század végétől kedvelt galíciai kirándulóhely. Az első kijelölt turistautat 1880-ban nyitották meg. A hegycsúcs Kőrösmezőről és Vorohtáról érhető el legkönnyebben. A legkedveltebb útvonal Vorohta felől közelíthető meg, gépkocsival közvetlenül a hegy lábáig lehet eljutni. A jelzett turistaösvényeken 2-3 órás gyaloglás után, körülbelül 700 méteres szintkülönbséget leküzdve lehet feljutni a csúcsra, ahol több emlékoszlop, kereszt és emléktábla található.